# Martin Sensmeier
Pour les articles homonymes, voir Sensmeier.
Martin Sensmeier, né le 27 juin 1985 à Anchorage (en Alaska, aux États-Unis), est un acteur américain. Nord-Amérindien d'ethnie Tlingit, il est de descendance Koyukon-Athabascan.
Il est l'une des stars du film de 2016 d'Antoine Fuqua Les Sept Mercenaires, reprise du western éponyme de John Sturges sorti en 1960 au cinéma, ce dernier fut d'ailleurs très inspiré du film de 1954, Les Sept Samouraïs d'Akira Kurosawa.

## Biographie
Martin Sensmeier est né le 27 juin 1985 à Anchorage, en Alaska,, mais grandit avec ses parents Raymond et Eva Sensmeier dans la ville de Yakutat, en Alaska.
Son père est allemand-tlingit et sa mère est koyukon-alaskan athabascan de Ruby, en Alaska, sur le Yukon River. Le grand père paternel de Martin est Gilbert Michael Sensmeier, né en Indiana, d'origine allemande.
Il commence sa carrière professionnelle en tant que soudeur avant de travailler sur une plate-forme pétrolière pour Doyon Drilling. Il quitte cet emploi pour poursuivre une carrière d'acteur à Los Angeles,, après avoir été modèle.

### Vie privée
Il est en couple avec Kahara Hodges. Ils ont deux enfants.

## Carrière
Il débute au cinéma dans Princesse Kai'Iulani en 2009.
En 2014, il débute à la télévision dans Salem.
En 2016, il obtient un rôle important, l'un des sept mercenaires, dans Les Sept Mercenaires d'Antoine Fuqua, adapté des Sept Mercenaires de John Sturges. L'année suivante, Taylor Sheridan lui offre un rôle dans le thriller Wind River.
En 2018, il joue dans la série de science-fiction Westworld. L'année suivante, il retrouve Taylor Sheridan dans la série Yellowstone.
En 2021, il joue le rôle principal dans le biopic The Chickasaw Rancher dépeignant Montford T. Johnson, l'homme qui a construit un empire d'élevage près du sentier Chisholm Trail' . La même année, il est présent dans Ice Road de Jonathan Hensleigh, avec Liam Neeson.
En 2022, il tourne dans le spin-off de Yellowstone, 1883.

## Filmographie

### Cinéma

#### Longs métrages
- 2009 : Princesse Kai'Iulani de Marc Forby : Kama'aina
- 2016 : Les Sept Mercenaires (The Magnificent Seven) d'Antoine Fuqua : Red Harvest
- 2016 : Lilin's Brood de P.W. Simon et Artii Smith : Wolf
- 2017 : Wind River de Taylor Sheridan : Chip Hanson
- 2017 : Perfect d'Eddie Alcazar : le moissonneur
- 2018 : Beyond the Sky de Fulvio Sestito : Kyle Blackburn
- 2018 : Spare Room de Jenica Bergere : David
- 2021 : Ice Road (The Ice Road) de Jonathan Hensleigh : Cody Mantooth
- 2022 : The Last Manhunt de Christian Camargo : Willie Boy
- 2022 : 9 Bullets de Gigi Gaston : Eddie
- 2023 : Frybread Face and Me de Billy Luther : Marvin
- prochainement : Wind River: Rising de Kari Skogland : Chip Hanson

#### Courts métrages
- 2014 : K'ina Kil : The Slaver's Son de Jack Kohler : Tintah
- 2021 : DC Showcase : The Losers de Milo Neuman : Johnny Cloud (voix)
- 2022 : Night of the Cooters de Vincent D'Onofrio : Leo Smith

### Télévision

#### Séries télévisées
- 2014 : Salem : Mohawk
- 2018 : Westworld : Wanahton
- 2019 : Yellowstone : Martin
- 2020 : The Liberator : Samuel Coldfoot (voix)
- 2020 : FBI : Most Wanted : Reginald Waters
- 2021 - 2022 : Rutherford Falls : Ray
- 2021 : 1883 : Sam, un guerrier comanche
- 2022 : Normal Ain't Normal : Ken
- 2022 - 2023 : La Brea : Taamet
- 2022 - 2023 : Alaska Daily : Jindaháa Twitchell

### Jeu vidéo
- 2020 : Tell Me Why : Chef Eddy